# 渝开发
重庆渝开发股份有限公司 （深交所：000514）是中国深圳证券交易所的一家上市公司，主营业务范围为J。
2011年，该公司主营业务收入为900451841.87元，公司净利润为149240117.15元，公司总资产为5239035364.45元。